# Kate Wolf
| Kate Wolf                                 | Kate Wolf                                 |
| Kattints az alábbi külső linkek egyikére! | Kattints az alábbi külső linkek egyikére! |
| ----------------------------------------- | ----------------------------------------- |
| Nem található szabad kép.(?)              |                                           |
| külső link · jogvédett                    | Kate Wolf                                 |

Kate Wolf (San Francisco, 1942. január 27. – San Francisco, 1986. december 10.), amerikai country-, folk-énekesnő, gitáros, zongorista, dalszerző. A „Love Still Remains” című felvételét Grammy-díjra jelölték 1999-ben. Dalait olyan művészek adják elő ma is, mint például Nanci Griffith és Emmylou Harris. Rövidre szabott élete ellenére jelentős hatása volt a folkzenére.

## Pályafutása
San Franciscóban született. Négy évesen kezdett zongorázni, amit – félénksége miatt – tizenhat évesen abbahagyott. 1969-ben a „Big Sur music community” tagja lett. Hamarosan jelentős gitárossá és dalszerzővé vált. Első albumát, a „Back Roads”-ot, 1976-ban saját kiadójánál jelentette meg, a „Wildwood Flower” együttes kiséretével; lakáskoncertként vették fel.
1986-ban, 44 éves korában leukémia következtében elhunyt.
Legismertebb dalai: „Green Eyes”, „Here in California”, „Love Still Remains”, „Across the Great Divide”, „Unfinished Life”, „Give Yourself to Love” voltak. 1987-ben a Népzenei Világszövetség (World Folk Music Association) emlékének tiszteletére létrehozta a Kate Wolf-díjat. Emlékére minden év június végén megtartják a Kate Wolf Emlékzenei Fesztivált a kaliforniai Laytonville-ben.

## Lemezek
- 1976: Back Roads (Kate Wolf & Wildwood Flower)
- 1977: Lines on the Paper (Kate Wolf & Wildwood Flower)
- 1979: Safe at Anchor
- 1980: Close to You
- 1982: Give Yourself to Love
- 1985: Poet's Heart
- 1986: Gold in California (A Retrospective of Recordings)
- 1998: The Wind Blows Wild
- 1998: An Evening in Austin
- 1994: Looking Back at You
- 1996: Carry It On
- 2000: Weaver of Visions – The Kate Wolf Anthology
- 2018: Live in Mendocino

## Díjak
- 1987: American Association of Independent Music (NAIRD) Hall of Fame.

## Filmek
Kate Wolf az IMDb-n